# Kisfalud (Székesfehérvár)
Kisfalud är en del av en befolkad plats i Ungern.   Den ligger i provinsen Fejér, i den västra delen av landet, 50 km sydväst om huvudstaden Budapest. Kisfalud ligger 134 meter över havet och antalet invånare är 826.
Terrängen runt Kisfalud är platt, och sluttar söderut. Runt Kisfalud är det ganska tätbefolkat, med 111 invånare per kvadratkilometer. Närmaste större samhälle är Székesfehérvár, 6,5 km väster om Kisfalud. Trakten runt Kisfalud består till största delen av jordbruksmark.